# Port lotniczy Mae Hong Son
Port lotniczy Mae Hong Son – port lotniczy położony w Mae Hong Son, w Tajlandii.